# Hematocolpos
L'hematocolpos és una trastorn mèdic en el qual la vagina s'omple de sang menstrual. Sovint és causada per la combinació de la menstruació amb un himen imperforat. De vegades es veu en la síndrome de Robinow, úter didelf o altres anomalies vaginals.
Un trastorn relacionat és l'hematometra, on l'úter s'omple de sang menstrual. Es presenta després de la pubertat com a amenorrea primària, i dolor pelvià recurrent amb massa pelviana. Això pot ser causat per una estenosi congènita del coll uterí, o per una complicació d'un tractament quirúrgic. El mucometrocolpos és l'acumulació de secrecions mucoses darrere d'un himen imperforat, i a vegades pot causar distensió abdominal.

## Tractament
Generalment es tracta de forma quirúrgica, amb una himenotomia o una altra cirurgia per eliminar qualsevol teixit que impedeixi el flux menstrual.